# Trevor Ludwig
Trevor Ludwig (né le 24 mai 1985 à Grapevine, Texas aux États-Unis) est un joueur professionnel américain de hockey sur glace.

## Carrière de joueur
Après avoir évolué avec son frère jumeau lors de deux saisons avec le Tornado du Texas, il est sélectionné par les Stars de Dallas lors du repêchage de la Ligue nationale de hockey en 2004. Il s'engage par la suite avec les Friars de Providence de la NCAA pour les quatre saisons qui suivent.
Au terme de la saison 2007-2008, il rejoint le club affilié aux Stars de Dallas pour y terminer la saison. En 2008-2009, Il joue pour les Steelheads de l'Idaho de l'ECHL mais est appelé à quelques reprises à jouer avec le Moose du Manitoba en cours de saison.

## Statistiques
| Saison    | Équipe                | Ligue |    | Saison régulière | Saison régulière | Saison régulière | Saison régulière | Saison régulière |   | Séries éliminatoires | Séries éliminatoires | Séries éliminatoires | Séries éliminatoires | Séries éliminatoires |
| Saison    | Équipe                | Ligue | PJ | B                | A                | Pts              | Pun              | PJ               | B | A                    | Pts                  | Pun                  |                      |                      |
| 2002-2003 | Tornado du Texas      | NAHL  | 55 | 4                | 5                | 9                | 39               | 6                | 0 | 0                    | 0                    | 4                    |                      |                      |
| 2003-2004 | Tornado du Texas      | NAHL  | 54 | 5                | 27               | 32               | 93               | 10               | 2 | 5                    | 7                    | 6                    |                      |                      |
| 2004-2005 | Friars de Providence  | NCAA  | 33 | 1                | 6                | 7                | 36               | -                | - | -                    | -                    | -                    |                      |                      |
| 2005-2006 | Friars de Providence  | NCAA  | 27 | 0                | 2                | 2                | 6                | -                | - | -                    | -                    | -                    |                      |                      |
| 2006-2007 | Friars de Providence  | NCAA  | 26 | 0                | 2                | 2                | 37               | -                | - | -                    | -                    | -                    |                      |                      |
| 2007-2008 | Friars de Providence  | NCAA  | 29 | 1                | 3                | 4                | 28               | -                | - | -                    | -                    | -                    |                      |                      |
| 2007-2008 | Stars de l'Iowa       | LAH   | 7  | 0                | 3                | 3                | 12               | -                | - | -                    | -                    | -                    |                      |                      |
| 2008-2009 | Steelheads de l'Idaho | ECHL  | 35 | 2                | 8                | 10               | 41               | 4                | 0 | 0                    | 0                    | 13                   |                      |                      |
| 2008-2009 | Moose du Manitoba     | LAH   | 16 | 0                | 0                | 0                | 18               | -                | - | -                    | -                    | -                    |                      |                      |
| 2009-2010 | Steelheads de l'Idaho | ECHL  | 14 | 1                | 5                | 6                | 24               | -                | - | -                    | -                    | -                    |                      |                      |
| 2009-2010 | Stars du Texas        | LAH   | 47 | 3                | 5                | 8                | 62               | 19               | 0 | 1                    | 1                    | 18                   |                      |                      |
| 2010-2011 | Stars du Texas        | LAH   | 64 | 1                | 6                | 7                | 58               | -                | - | -                    | -                    | -                    |                      |                      |
| 2011-2012 | Admirals de Norfolk   | LAH   | 3  | 0                | 0                | 0                | 0                | -                | - | -                    | -                    | -                    |                      |                      |
| 2011-2012 | Crunch de Syracuse    | LAH   | 4  | 0                | 0                | 0                | 2                | -                | - | -                    | -                    | -                    |                      |                      |
| 2011-2012 | Americans d'Allen     | LCH   | 13 | 2                | 1                | 3                | 9                | -                | - | -                    | -                    | -                    |                      |                      |
| 2012-2013 | Aeros de Houston      | LAH   | 3  | 0                | 0                | 0                | 4                | -                | - | -                    | -                    | -                    |                      |                      |
| 2012-2013 | Americans d'Allen     | LCH   | 62 | 9                | 20               | 29               | 60               | 15               | 3 | 4                    | 7                    | 10                   |                      |                      |
| 2013-2014 | Americans d'Allen     | LCH   | 30 | 3                | 13               | 15               | 40               | -                | - | -                    | -                    | -                    |                      |                      |
| 2014-2015 | Americans d'Allen     | ECHL  | 66 | 7                | 8                | 15               | 42               | 25               | 1 | 4                    | 5                    | 24                   |                      |                      |
| 2015-2016 | Mavericks du Missouri | ECHL  | 65 | 4                | 21               | 25               | 62               | 5                | 0 | 0                    | 0                    | 0                    |                      |                      |
| 2016-2017 | Solar Bears d'Orlando | ECHL  | 27 | 0                | 5                | 5                | 14               | -                | - | -                    | -                    | -                    |                      |                      |

## Parenté dans le sport
Il est le fils du joueur Craig Ludwig et il a un frère jumeau, Tyler, et un plus jeune frère, C.J., qui jouent aussi au hockey.

## Trophées et distinstions

### Ligue centrale de hockey
Il remporte la coupe du président Ray-Miron avec les Americans d'Allen en 2012-2013.

### ECHL
Il remporte le coupe Kelly avec les Americans d'Allen en 2014-2015.